# Pronga
Pronga es una parroquia del concejo de Pravia, en el Principado de Asturias (España). Alberga una población de 61 habitantes (INE 2011) en 51 viviendas. Ocupa una extensión de 2.8 km².
Está situada a 4.3 km de la capital, en la zona oeste del concejo. Limita al norte y al oeste con la parroquia de Pravia; al noreste con la de Santianes; al oeste con Fenolleda (Candamo); al sur, de nuevo con Fenolleda y con San Tirso, ambas en Candamo; y al suroeste con la de Quinzanas.

## Poblaciones
Según el nomenclátor de 2009 la parroquia está formada por las poblaciones de:
- Beifar (lugar): 47 habitantes.
- Pronga (aldea): 14 habitantes.